# قوتش قلعة العليا (غرمخان)
قوتش قلعة العلیا (بالفارسية: قوچ قلعه علیا) هي قرية تقع في إيران في قسم غرمخان الريفي. يقدر عدد سكانها بـ 651 نسمة بحسب إحصاء 2016.